# MKEK JNG-90
El MKEK JNG-90 es un fusil de francotirador de cerrojo que dispara el cartucho 7,62 x 51 OTAN. El diseño del arma comenzó en 2004 y duró hasta 2008. Es apodado "Bora" y se ofrece para la exportación.

## Diseño
El JNG-90 fue diseñado por colaboración de la Gendarmería turca con MKEK. Diseñado por el Capitán (R) Mustafá Dolar y el Sargento mayor Necmi Güngör, el fusil es preciso en términos de agrupaciones de disparos de 0,3 MDA a 100 metros de distancia según las pruebas de MKEK. Posee rieles Picatinny en el guardamanos y en la mitad superior del cajón de mecanismos. El fusil también cuenta con una culata ajustable.

## Usuarios
- Arabia Saudita: compró una cantidad desconocida de fusiles JNG-90.[6]
- Azerbaiyán: compró una cantidad desconocida de fusiles JNG-90.[4]
- Turkmenistán: compró una cantidad desconocida de fusiles JNG-90.[6]
- Turquía: en uso por las Fuerzas Armadas Turcas.[1]